# Chuyến bay 181 của EgyptAir
Chuyến bay 181 của hãng hàng không Ai Cập EgyptAir (MS181/MSR181) là một chuyến bay thường lệ chở khách nội địa từ sân bay Borg El Arab, Alexandria, đến sân bay quốc tế Cairo, Ai Cập. Ngày 29 tháng 3 năm 2016, chiếc Airbus A320 đang bay trên đường đã bị không tặc và chuyển hướng đến sân bay quốc tế Larnaca ở Síp (đảo Síp). Trong số hành khách có mặt trên chiếc máy bay bị bắt cóc có 30 người Ai Cập, 26 người nước ngoài (bao gồm 8 người Mỹ, 4 người Anh, 4 người Hà Lan, 1 người Pháp, 1 người Italy, 2 người Hy Lạp và 1 người Syria, cùng 4 người khác chưa được xác định danh tính). 
Kẻ không tặc tên là Seif Eldin Mustafa đã bị bắt, thời điểm không tặc đã 59 tuổi, đã lập gia đình và sống ở huyện Helwan, phía nam thủ đô Cairo, là chủ một công ty cung cấp dinh dưỡng. Kẻ không tặc tuyên bố mình đeo đai bom liều chết, tuy nhiên cảnh sát đã kiểm tra và xác định là bom giả.
Theo giới chức Ai Cập, sau khi cướp chiếc máy bay, người đàn ông 59 tuổi này đã đưa ra một loạt yêu cầu như chuyển thư cho người vợ cũ (gốc Hy Lạp sống tại Síp) của ông ta, thả các nữ tù ở Ai Cập và cho ông ta tị nạn chính trị tại Síp, và theo các quan chức Ai Cập, kẻ không tặc đã yêu cầu nói chuyện với các quan chức Liên minh châu Âu.